# 1552 az irodalomban
Az 1552. év az irodalomban.

## Új művek
- François Rabelais: Gargantua és Pantagruel; az öt könyvből álló regény (1532–1564) negyedik kötete.
- Pierre de Ronsard versciklusa: Les Amours de Cassandre.
- Pontus de Tyard francia költő, filozófus, a Pléiade-csoport tagja „párbeszédes formában fogalmazza meg költészetelméletét”: Solitaire Premier, ou Prose des Muses, et de la fureur poétique (Az első remete, avagy próza a múzsákról és a költői megszállottságról).[1]
- Nicholas Udall angol színműíró komédiát ír Ralph Roister Doister (Handabanda Bandi) címmel; műve először csak 1567-ben jelent meg nyomtatásban.
- Sztárai Mihály ekkor írja legsikerültebb bibliai tárgyú históriáját: Az Holofernes és Judit asszony históriája.[2]

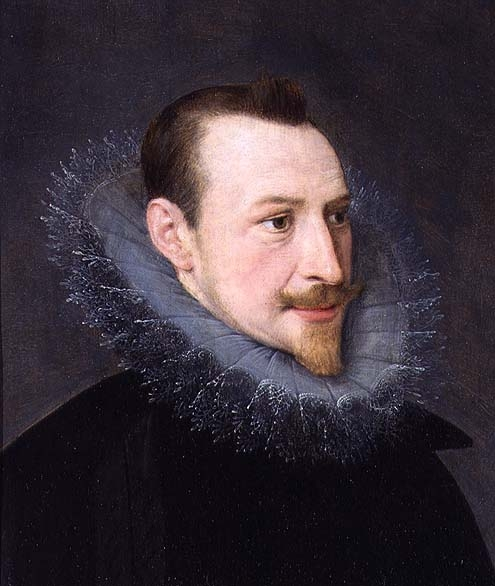
Edmund Spenser

## Születések
- február 8. – Théodore Agrippa d'Aubigné költő, író, a francia barokk költészet jeles képviselője († 1630)
- 1552. körül – Edmund Spenser angol költő († 1599)

## Halálozások
- október 17. – Andreas Osiander német luteránus teológus (* 1498)